# Olios banananus
Olios banananus är en spindelart som beskrevs av Embrik Strand 1916. Olios banananus ingår i släktet Olios och familjen jättekrabbspindlar.
Artens utbredningsområde är Kongo. Inga underarter finns listade i Catalogue of Life.